# Pegwisomant
Pegwisomant (ang. pegvisomant) – analog ludzkiego hormonu wzrostu (hGH) o działaniu antagonistycznym do receptora hormonu wzrostu. Preparat pegwisomantu nosi nazwę handlową Somavert.

## Działanie
Pegwisomant wysoce wybiórczo wiąże się z receptorem dla hormonu wzrostu. Zmiana budowy cząsteczki i dołączenie łańcucha poli(glikolu etylenowego) uniemożliwia dimeryzację receptora i przez to hamuje aktywację zależnego szlaku sygnalizacji wewnątrzkomórkowej. Pegwisomant nie reaguje krzyżowo z receptorami dla innych cytokin, w tym też z receptorem dla prolaktyny. Hamując działanie hGH prowadzi do obniżenia stężenia IGF-I w osoczu. Metabolizm pegwisomantu jest dotąd niezbadany. Leczenie pegwisomantem nie prowadzi do zmniejszenia rozmiarów gruczolaka wydzielającego hGH.

## Wskazania
Leczenie akromegalii u pacjentów niewystarczająco reagujących na leczenie operacyjne i (lub) radioterapię i nieskuteczną farmakoterapię analogami somatostatyny.

## Ciąża i laktacja
Kategoria B. Z powodu braku odpowiednich badań nie zaleca się stosowania preparatu w ciąży.

## Dawkowanie
Lek podaje się w iniekcjach podskórnych, u dorosłych początkowo 80 mg, potem 10 mg preparatu rozpuszczonego w 1 ml wody do wstrzykiwań raz na dobę. Dawki należy zmodyfikować na podstawie pomiarów stężenia IGF-I w surowicy przeprowadzanych co 4–6 tyg. i odpowiednio zwiększyć dawkę.